# Nikolaï Goussev
Pour les articles homonymes, voir Goussev.
Nikolaï Ivanovitch Goussev (en russe : Никола́й Ива́нович Гу́сев) né le 28 novembre 1897 et mort le 6 mai 1962 en Union des républiques socialistes soviétiques est un lieutenant général soviétique.

## Biographie
Il est né dans le village de Brodnikovo dans le gouvernement de Tver. Il sert dans l'armée impériale russe à partir d'avril 1916 à Taïtsy et devient sous-officier. Il entre dans l'armée rouge en septembre 1918. Pendant la guerre civile russe. Il commande le 7e régiment de cavalerie. En mars 1919, il sert dans la 51e Division d'infanterie. 
Depuis janvier 1935 il est membre du quartier général de la 2e divisions. En septembre 1939 il devient commissaire militaire au quartier général de l'Armée rouge. 
Durant la Seconde Guerre mondiale, le 9 juillet 1941, il commande la 25e division de cavalerie. Le 9 décembre 1941, il devient major-général. Le 20 janvier 1942, il commande le 13e Corps de Cavalerie. Le 26 juin 1942, il commande la 4e armée sur le Front de Volkhov durant le siège de Leningrad. Le 25 septembre 1943, il devient lieutenant-général. Le 30 octobre 1943, il commande la 20e armée. Le 28 avril 1944, il commande la 47e armée sur le Deuxième front biélorusse. Il participe à l'offensive Lublin-Brest. Il libère la ville de Kovel. En août, son armée se situe la région de Varsovie. Du 15 décembre 1944 jusqu'à la fin de la guerre, il commande de la 48e armée. Le 5 mai 1945, il est nommé colonel-général.
Après la guerre, il commande des troupes du district militaire de Kazan. En juillet 1946, il commande le district militaire de Biélorussie. En juillet 1950, il devient conseiller militaire au ministère de la Défense nationale de l'armée de Tchécoslovaquie.